# 永藤英機
永藤 英機（ながふじ ひでき、1976年〈昭和51年〉7月13日 - ）は、日本の政治家。大阪府堺市長（第22・23代）、大阪維新の会顧問。大阪広域水道企業団企業長。元大阪府議会議員（2期）。

## 略歴・人物
兵庫県芦屋市生まれ。兵庫県立加古川西高等学校卒業。
1999年（平成11年）大阪府立大学経済学部卒業。SI企業「オービック」でシステムエンジニアとして勤務。
2006年、ファイナンシャル・プランナーとして、株式会社マキシマイズを設立。
高校卒業まで兵庫県加古川市で育ったが、親の転勤により幼少期に堺市の泉北ニュータウンに住んでいたため、「堺が大好きだし、一生この地で暮らすつもりです。自分が住み続ける街だから、尚更よくしたい」と考え、2011年4月の第17回統一地方選挙の大阪府議会議員選挙に立候補（ただし、ニュータウンのある南区選挙区ではなく、中世以来の中心部である堺区選挙区）。大阪維新の会公認で初当選した。
2015年4月の第18回統一地方選挙で府議に再選。2期目の任期の途中で辞職し、堺市長選に出馬した。
なお、2019年4月7日投開票の大阪府知事選挙では、維新公認で出馬した吉村洋文陣営の事務局長を務めた。

### 2017年堺市長選挙
2017年9月の堺市長選に大阪維新の会公認で立候補するが、現職の竹山修身（自由民主党・民進党・社会民主党・日本のこころ推薦）に敗れ、落選。この時点で、一度政界引退を表明した。

### 2019年堺市長選挙
2019年4月22日に竹山市長が自らの政治資金疑惑を理由に市長辞職届を提出したのを受け、大阪維新の会は再び永藤を市長候補へ擁立することを決めた。これを受けて永藤は5月7日に記者会見を開き、政界引退を撤回し市長選へ出馬することを表明した。
同年6月9日の投開票の結果、無所属の野村友昭（元自民党堺市議会議員）らを破り、当選。翌日6月10日に市長に就任。政令指定都市市長では当時千葉県千葉市長であった熊谷俊人に次ぎ2番目に若い市長となったが、2021年に熊谷が千葉県知事選挙に立候補して失職（ただし知事に当選した）したため、現在は永藤が最年少の政令指定都市市長となった。

### 2023年堺市長選挙
2023年6月4日の投開票の結果、野村との一騎打ちを制し再選を果たした。

## 政策・主張
- 2015年に大阪府教育委員会教育長の中原徹による府教委職員らへの言動が第三者委員会からパワーハラスメントと認定された問題を巡っては、「辞職勧告決議案は行き過ぎで、教育長を辞めさせることが目的になっている」と述べた[14][15]（直後に中原は辞職）。

### 市政
- 2019年6月、堺市の特別職の給与月額の減額率を7月から5％から30％に変更する条例案を臨時の市議会に提出すると発表した。市長は30%、副市長が15%、教育長が7%のカットとなった。竹山前市長は2012年7月から給与の20%をカットしており、2017年12月以降は50%カットとしていたため、それよりは給与が高くなる見通しである[16]。
- 2019年8月、永藤は児童自立支援施設の建設計画について、コスト面などを理由に計画中断を発表した。同施設は非行を起こしたり親の育児能力が欠けたりしている子供を収容し、自立を支援する施設で、2011年に当時の橋下徹大阪府知事が児童福祉法で都道府県と政令市には設置義務のあるにもかかわらず堺市には無いと指摘し竹山修身堺市長に設置を要請[17]。市は2012年に建設の基本構想を策定し、2018年、市議会が全会一致で土地購入の議案を可決した結果、南区泉田中の約6万4720平方メートルを6億6669万円で取得し、2021年から工事が始まる予定だった。永藤の計画中断表明後の2021年3月には代替案としてこれまで業務委託してきた府立修徳学院（柏原市）の敷地内に市負担で寮2棟を建設し、旧寮解体費約2400万円を盛り込んだ予算案を可決し、計画の事実上の見直しが決まった。また、永藤はすでに購入した候補地の用途について「中止が正式決定した後に議論する」と先送りする意向を示した[18]。同年5月28日に堺市は児童自立支援施設建設計画の中止を正式に発表した[19]。
- 2010年より10年間の約束で総額50億円の支援を続けてきた阪堺電気軌道への支援については、2020年2月に継続せず同年9月で終了することを通知した[20]。これにより同社は支援で実現した「全線210円」の均一運賃の維持が難しくなり、同年10月に230円への値上げに踏み切った[21]。
- 2020年5月28日、新型コロナウイルス対策の財源に充てるため、自身の6月から11月までの月額給与の減額率を現行の30％から45％に変更する条例案を市議会定例会に提出した。副市長、教育長、常勤の監査委員、常勤の監査委員についても減額率をそれぞれ変更する。同日、同条例案は可決された[22]。
- 2021年2月8日、永藤は記者会見を開き、市財政について新型コロナウイルスの影響で市税収入が減っており、「恒常的な収支不足が続いており、穴埋めの基金も近い将来底をつく」として市独自の「財政危機宣言」を宣言した[23]。同日に発表された2021年度予算案では88億円の収支不足を財政調整基金などの取り崩しで補ったが、同額の取り崩しが続けば基金が2030年度に不足し、予算編成が困難になるとした。堺市は行政改革により2009年度からの10年間ですでに職員数を2割減らしており、今後の人件費の削減は難しい[24]ことから永藤は2022年度までを集中改革期間として公共投資の制限、公共施設や外郭団体、イベントや補助金の見直しなどに取り組む意向を示した[25]。しかし、翌年2月に発表された2022年度予算案では市税収入は前年度比57億円（3.9%）増え、過去最高の1,517億円を見込み、枯渇するとしていた2030年度末での基金残高も400億円以上上ぶれする試算となった[24]。市財政課によれば2021年度当初予算はリーマン・ショックを参考に組んだが、「税収を下に見過ぎていたが、各種指標でそれほどの落ち込みが見られなかった」としており、見通しが大きく変わったことで「財政危機宣言」を取り下げるかについて問われた永藤は「来年のこの機会で収支見通しの内容を見て、『財政危機宣言』の存続の可否を判断したい」と語った[24]。
- 2021年8月16日、永藤は2030年度までに収支均衡を図るとした「財政危機脱却プラン」の素案を公表。この中では公共施設を削減する方針も盛り込まれ、和歌山県日高町に堺市が所有している青少年健全育成施設「市立日高少年自然の家」も廃止する方針を示した[26]。2022年1月の市議会で同年3月に廃止する案が維新と公明党の賛成多数で可決されたが、指定管理者との契約が中途解除となったことから賠償を求められていることや、施設の解体撤去に約10億円の費用が見込まれること、施設廃止後の方針も決まっていないことから自民党会派などからは経費削減効果を十分に検討していないと批判を受けた[27]。
- 永藤は65歳以上の市民が市内の路線バスや阪堺電車などを1乗車100円で利用できる「おでかけ応援制度」について、2019年の堺市長選では利用範囲の拡充を公約に掲げていた[28]が、2021年8月に発表した「財政危機脱却プラン」の素案では一転して利用年齢を70歳以上に引き上げる方針を示した[26]。同改正案は2021年11月の定例会で提出されたが、高齢者が外出すれば健康増進効果や経済波及効果が見込めるなどとして維新以外の会派の反対で否決。2022年2月には公明党の指摘を反映したとする所得の低い市民税非課税世帯を引き上げの対象から外した修正案が再提出されたが、公明党は事前に修正案について指摘していた手続きの煩雑さや利用者が低所得者だと周囲が分かる問題点が反映されていないとして反対し、案は維新以外の反対で再否決された[29]。2023年の市長選の際、前回市長選で利用拡充を掲げていた点を指摘された永藤は「もっと望ましい税金の使い道があるのでは、と事業を見直した。健康寿命は延びており、65歳以上でひとくくりにすべきではない」と反論。また、「2度否決されているので、3度目の提出はない」とも述べた[30]。